# Al-latin lev
Al-latin lev (arabsko اللات) je starodavni kip leva, ki je stražil tempelj starodavne arabske boginje Al-late v Palmiri, Sirija.

## Opis
Kip iz apnenca je bil izdelan na začetku 1. stoletja n. št. Visok je 3,5 m  in tehta 15 ton. Lev varuje gazelo, ki simbolizira nežne in ljubeče vidike boginje Al-late. Vsako prelivanje krvi je bilo takrat prepovedano pod grožnjo Al-Latinega maščevanja. Na levi levovi šapi je delno poškodovan napis v palmirščini, ki se glasi: 
"tbrkʾ [it] (Al-latin blagoslov) mn dy lʾyšd ([tistemu] ki ne prelije) dm ʿl ḥgbʾ (krvi v svetišču)".
27. junija 2015 so po zasedbi Palmire kip resno poškodovali pripadniki Islamske države Iraka in Levanta (ISIL). Kip so kasneje prenesli v Narodni muzej Damaska, ga restavrirali in ponovno postavili na vrtu muzeja.

## Zgodovina
Kip je leta 1979 odkrila skupina poljskih arheologov iz Poljskega centra s sredozemsko arheologijo Univerze Varšave pod vodstvom profesorja Michała Gawlikowskega. Kip so našli v kosih, ki so jih v antiki uporabili za temelje templja. Kasneje je bilo sklenjeno, da se kosi ponovno sestavijo pred vhodom v Muzej Palmire. Naloge se je lotil restavrator Józef Gazy. Leta 2005 je bil kip obnovljen v prvotni obliki kot lev, ki je skočil iz stene. Med sirsko državljansko vojno je bil zaščiten s kovinsko ploščo in vrečami peska. 
27. junija 2015 so po zasedbi Palmire kip močno poškodovali pripadniki ISIL. Ko je Palmiro osvobodila sirska vojska, je direktor Generalnega direktorata za starine in muzeje Maamoun Abdulkarim objavil, da kip še obstaja in da ga bodo poskušali sestaviti in restavrirati. Kip je bil leta 2016 prepeljan v Damask in bil 1. oktobra 2017 popolnoma restavriran. Razstavljen je na vrtu Narodnega muzeja Damaska, ko bo država spet varna, pa bi vrnjen v Palmiro.